# Rivière aux Outardes Est
Pour l’article homonyme, voir Rivière aux Outardes (homonymie).
La rivière aux Outardes Est est un affluent de la Rivière aux Outardes. Cette rivière transfrontalière entre le Canada et les États-Unis traverse :
- le comté de Clinton, dans l'État de New York, aux États-Unis ;
- les municipalités de Franklin, Ormstown et de Hinchinbrooke, dans la municipalité régionale de comté (MRC) Le Haut-Saint-Laurent, en Montérégie, au Québec, au Canada.

Au Canada, la vallée de la rivière des Outardes Est est surtout desservie par (à partir de l'embouchure) : le chemin de la Rivière-aux-Outardes, la Montée de Rockburn, le chemin Gore, le chemin Williams rang des Botreaux, le chemin du rang Dumas, la montée Sharpe, le chemin du 8e rang, le chemin Wilson, la route 202, la route 209 et le chemin de Covey Hill.
La surface de la rivière est généralement gelée de la mi-décembre à la fin mars. La circulation sécuritaire sur la glace se fait généralement de fin décembre à début mars. Le niveau de l'eau de la rivière varie selon les saisons et les précipitations.

## Géographie
La rivière aux Outardes Est prend sa source à un petit lac forestier situé dans le comté de Clinton, dans l'État de New York, juste au sud de la frontière. Cette source est située à 0,2 km au sud de la frontière canado-américaine.
À partir de ce petit lac de tête, le cours de la rivière aux Outardes Est coule sur 28,7 km avec une dénivellation de 270 m, selon les segments suivants :
- 0,2 km vers le nord-ouest dans le comté de Clinton (NY), jusqu'à la frontière canado-américaine.
- 2,1 km vers le nord-ouest dans la municipalité de Franklin (au Québec) relativement en ligne droite, jusqu'à un coude de rivière situé du côté sud du chemin de Covey Hill ;
- 5,4 km vers l'ouest en coupant le chemin de Covey Hill, en recueillant un ruisseau (venant de l'est) et en formant parfois de petits serpentins, jusqu'à la route 209 soit dans le hameau Bridgetown ;
- 5,4 km d'abord vers le nord-ouest, puis vers le nord en coupant la route 202 et le chemin Wilson, formant une grande courbe vers l'est, coupant le chemin Welsh, formant deux boucles vers le sud-ouest en longeant la montée Sharpe, jusqu'à un coude de rivière situé près de l'intersection du chemin du rang Dumas et de la montée Sharpe ;
- 5,8 km vers l'ouest en recueillant deux décharges (venant du nord ; chacune drainant un petit lac), en coupant le chemin du rang Dumas, en courbant vers le nord où son cours forme quelques grands serpentins, en coupant le chemin du rang des Botreaux, jusqu'à un coude de rivière ;
- 2,2 km vers le sud-ouest en recueillant la décharge (venant de l'est) de cinq petits lacs et en recueillant un ruisseau (venant du nord-ouest), jusqu'à un coude de rivière correspondant à la décharge du ruisseau Mitchel (venant du sud-est) lequel prend sa source dans l'État de New York ;
- 7,6 km vers le sud-ouest en coupant le chemin Gore et en longeant plus ou moins la montée de Rockburn (située au sud-ouest), en formant plusieurs boucles, en coupant le chemin de la Rivière-aux-Outardes en fin de segment, jusqu'à son embouchure[2].

La rivière aux Outardes Est coule généralement en zone agricole, en traversant des îlots forestiers, pour aller se déverser sur la rive sud de la rivière aux Outardes. Cette confluence se situe à :
- 2,8 km au sud-est du centre du village de Dewittville ;
- 5,5 km au sud-ouest de la confluence de la rivière aux Outardes et de la rivière Châteauguay ;
- 6,2 km au sud-ouest du centre du village de Ormstown.

À partir de l’embouchure de la rivière aux Outardes Est, le courant suit le cours de la rivière des Outardes sur 6,4 km ; puis le cours de la rivière Châteauguay sur 41,0 km jusqu'à la rive sud du lac Saint-Louis (fleuve Saint-Laurent).

## Toponymie
Le toponyme rivière aux Outardes Est a été officialisé le 5 décembre 1968 à la Commission de toponymie du Québec.